# کارلا بروبه
کارلا بروبه (انگلیسی: Carla Berube؛ زادهٔ ۲ سپتامبر ۱۹۷۵) اهل ایالات متحده آمریکا است.